# Lucius Aelius Caesar
Lucius Aelius Caesar, född som Lucius Ceionius Commodus omkring 103, död 1 januari 138, var den romerske kejsaren Hadrianus utvalda efterträdare, men avled före denne. Han var far till kejsar Lucius Verus.
Lucius Ceionius Commodus kom från ätten Ceionii Commodi som var av konsulär rang. Han fick kejsar Hadrianus uppskattning genom sin personliga skönhet och sina litterära bedrifter, trots att hans svärfar Nigrinus avrättats för förräderi. Han var konsul för åren 136 och 137 efter Kristus. Vid denna tid adopterades han av den långtidssjuke Hadrianus som insåg behovet av en efterträdare. Han blev därmed en medlem av ätten Aelia, och tog namnet Lucius Aelius Caesar, vilket var första gången titeln caesar givits till en tronföljare. Efter adoptionen utnämndes han till guvernör i Pannonien. År 137 återvände han från provinsen, och året därpå avled han plötsligt. Han hade två barn: en dotter, Fabia, och en son, Lucius Verus, som senare blev kejsare. 
I historieskrivningen har han ibland kallats L. Aelius Verus Caesar, trots att namnet Verus inte förekommer i inskriptioner eller ämbetsmannaförteckningar. 